# Турмак
Турмак — река в России, протекает через Дергачёвский район Саратовской области. Устье реки находится в 23 км по левому берегу реки Алтата. Длина реки составляет 35 км.
В 8 км от устья, по правому берегу реки впадает река Сафаровка.

## Данные водного реестра
По данным государственного водного реестра России относится к Уральскому бассейновому округу, водохозяйственный участок реки — Большой Узень. Речной бассейн реки — Бассейны рек Малый и Большой Узень (российская часть бассейнов).
Код объекта в государственном водном реестре — 12020000212112200000480.